# Kódový multiplex
Kódový multiplex (zkratka CDMA, anglicky code division multiple access) je v elektronice metoda digitálního multiplexování, tzn. přenosu vícero digitálních signálů prostřednictvím jediného sdíleného média, která jednotlivé signály rozlišuje tím, že pro každý z nich používá odlišné (vhodně navržené) kódování.

## Charakteristika
CDMA řeší vícenásobný přístup (multiple access) nikoli serializací jednotlivých kanálů („rozdělením“ v čase jako TDMA) ani rozdělením frekvencí pro jednotlivé kanály (jako v případě FDMA) ale kóduje data speciálním kódem (kde používá sekvence pseudonáhodných čísel pro zpětné, respektive Walshovy kódy pro dopředné kanály), který je přiřazen každému kanálu a používá vlastnosti tzv. konstruktivní interference speciálních kódů pro dosažení multiplexování.